# Сожжение книг в нацистской Германии

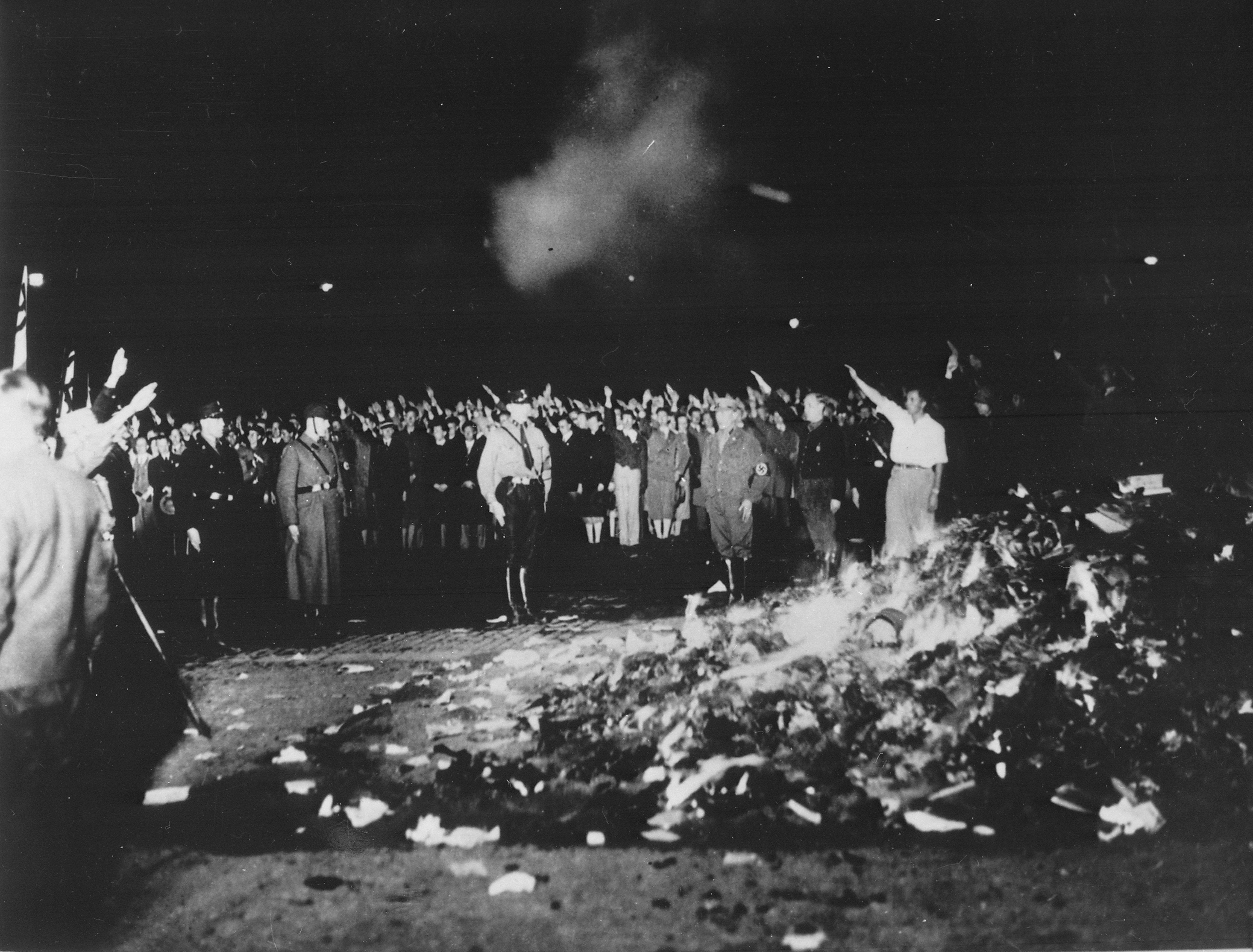
Студенты сжигают «негерманские» сочинения и книги на берлинской площади Опернплац 10 мая 1933 г.

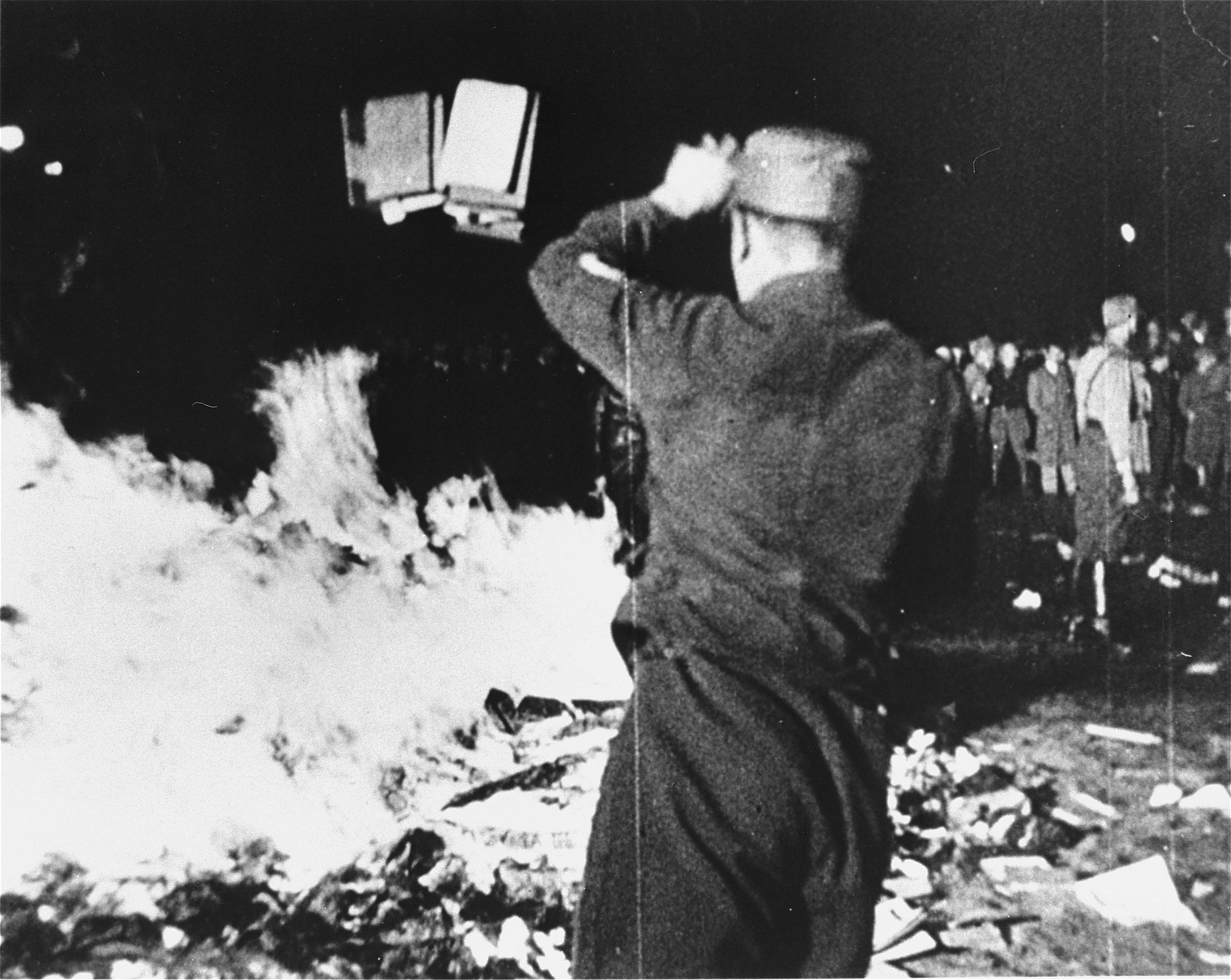
Берлин, 10 мая 1933 г.

Сожжения книг проводились властями нацистской Германии по причине их несоответствия идеологии национал-социализма. Вскоре после прихода к власти в Германии национал-социалистов (начало 1933 года) началось организованное преследование евреев, марксистов и пацифистов. С марта по октябрь 1933 года книги сжигали в 70 городах Германии. Организатором и исполнителем сожжений было не Министерство пропаганды, а Немецкий студенческий союз в сотрудничестве с Гитлерюгендом. Кульминацией стало проведённое 10 мая 1933 года на площади Опернплац в Берлине, а также в 21 другом городе Германии масштабное показательное публичное сожжение книг, организованное в рамках «акции против негерманского духа» (нем. Aktion wider den undeutschen Geist). В ходе акции студентами, профессорами и местными руководителями нацистской партии были сожжены десятки тысяч книг преследуемых авторов.

## «Акция против негерманского духа»

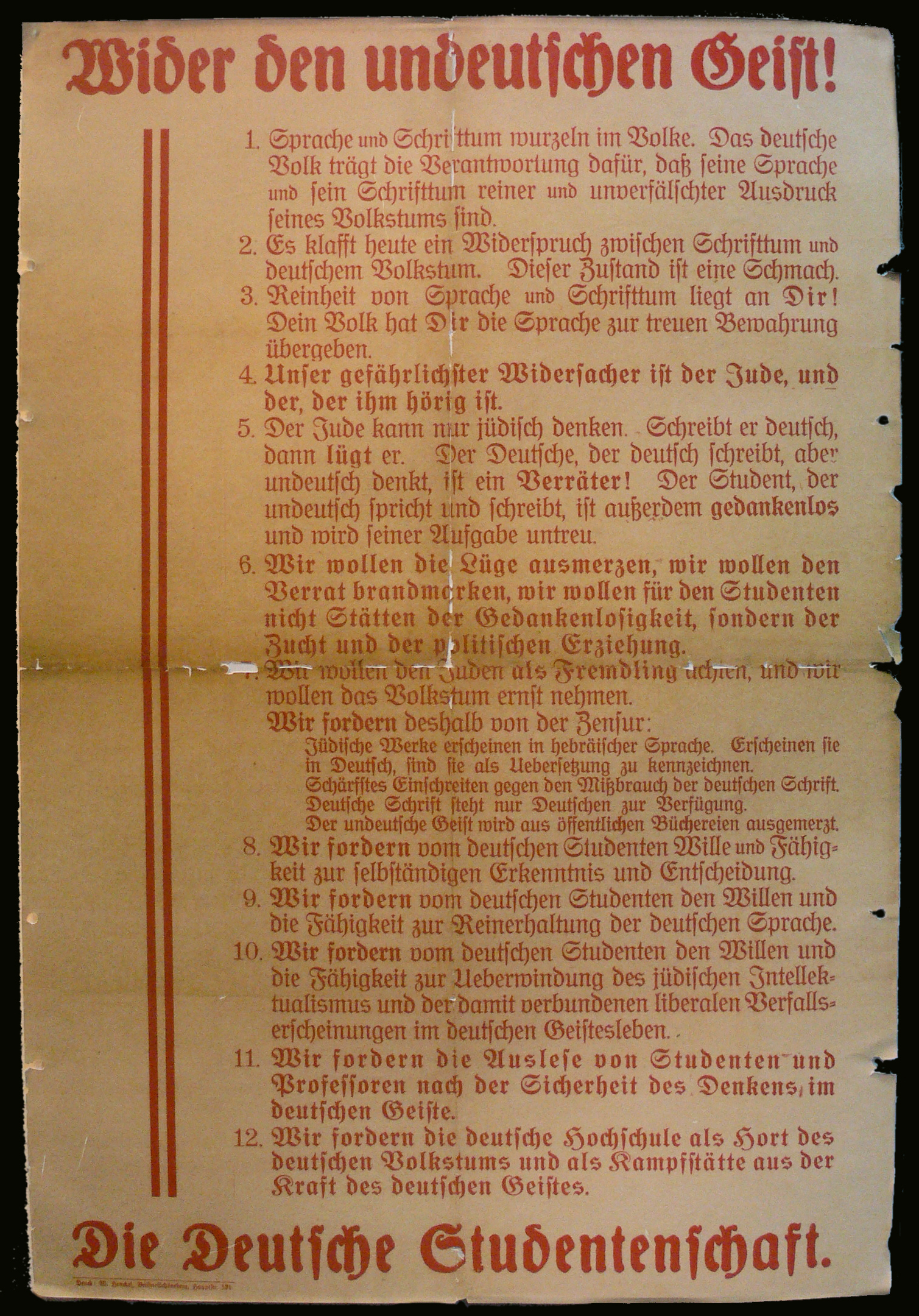
Листовка «12 тезисов против негерманского духа»

В находящемся под контролем нацистов ещё с 1931 года Немецком студенческом союзе в начале апреля 1933 года с целью поддержки руководства нацистской Германии был создан Отдел прессы и пропаганды, который под руководством Карла Ганса Лейстрица (нем. Hans Karl Leistritz) организовал «Акцию против негерманского духа». Отделом были разосланы указания местным отделениям Союза с призывом участия в четырёхнедельной «Акции против негерманского духа», начинавшейся 12 апреля и заканчивающейся 10 мая зрелищным публичным сожжением книг.

### Подготовка
Важнейшим элементом студенческой политической борьбы считалась пропагандистская работа. 2 апреля 1933 года, на следующей день после объявления бойкота еврейских предприятий, был разработан детальный план. 6 апреля 1933 года отдел прессы и пропаганды Немецкого студенческого союза разослал по региональным отделениям Союза циркуляр, объявляющий старт общенациональной «акции против негерманского духа», в рамках которой пропагандистская кампания стартовала 12 апреля публикацией «12 тезисов против негерманского духа», а кульминацией должно было стать буквальное «очищение огнём», запланированное на 18 часов 10 мая 1933 года. Местные отделения должны были снабжать прессу официальными сообщениями и заказными статьями, организовывать публичные выступления известных деятелей нацистской партии и организовывать трансляции в радиоэфире.

#### «12 тезисов против негерманского духа»
8 апреля студенческий союз также подготовил «Двенадцать тезисов против негерманского духа» (нем. Wider den undeutschen Geist!), которые были призваны ассоциироваться с Мартином Лютером и историческим сожжением книг на Вартбургском празднестве, произошедшем в 1817 году в честь трёхсотлетия 95 тезисов Лютера. Текст тезисов публиковался в газетах и распространялся на листовках и плакатах, набранных красным готическим шрифтом.
Распространяемые в университетах «двенадцать тезисов» призывали к «очищению» национального языка и культуры, протестовали против «еврейского духа», и требовали, чтобы университеты стали центрами немецкого национализма. Организаторы изображали «акцию» как «ответ на всемирную еврейскую клеветническую кампанию против Германии» и подтверждение традиционных немецких ценностей.

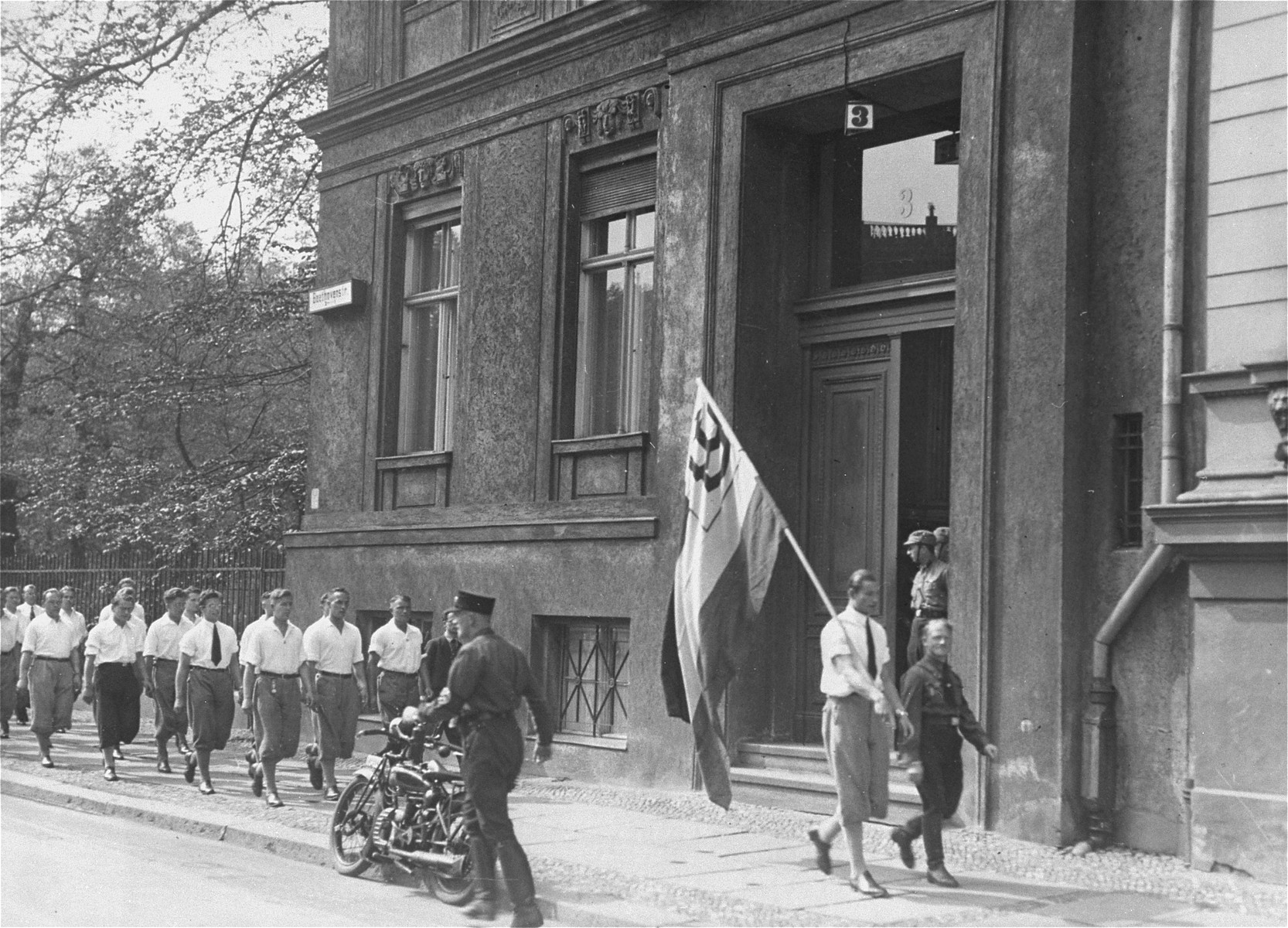
Студенты маршируют перед зданием Института исследования сексуальности в Берлине 6 мая 1933 года перед его последующим разграблением, конфискацией книг и фотографий для последующего их сжигания

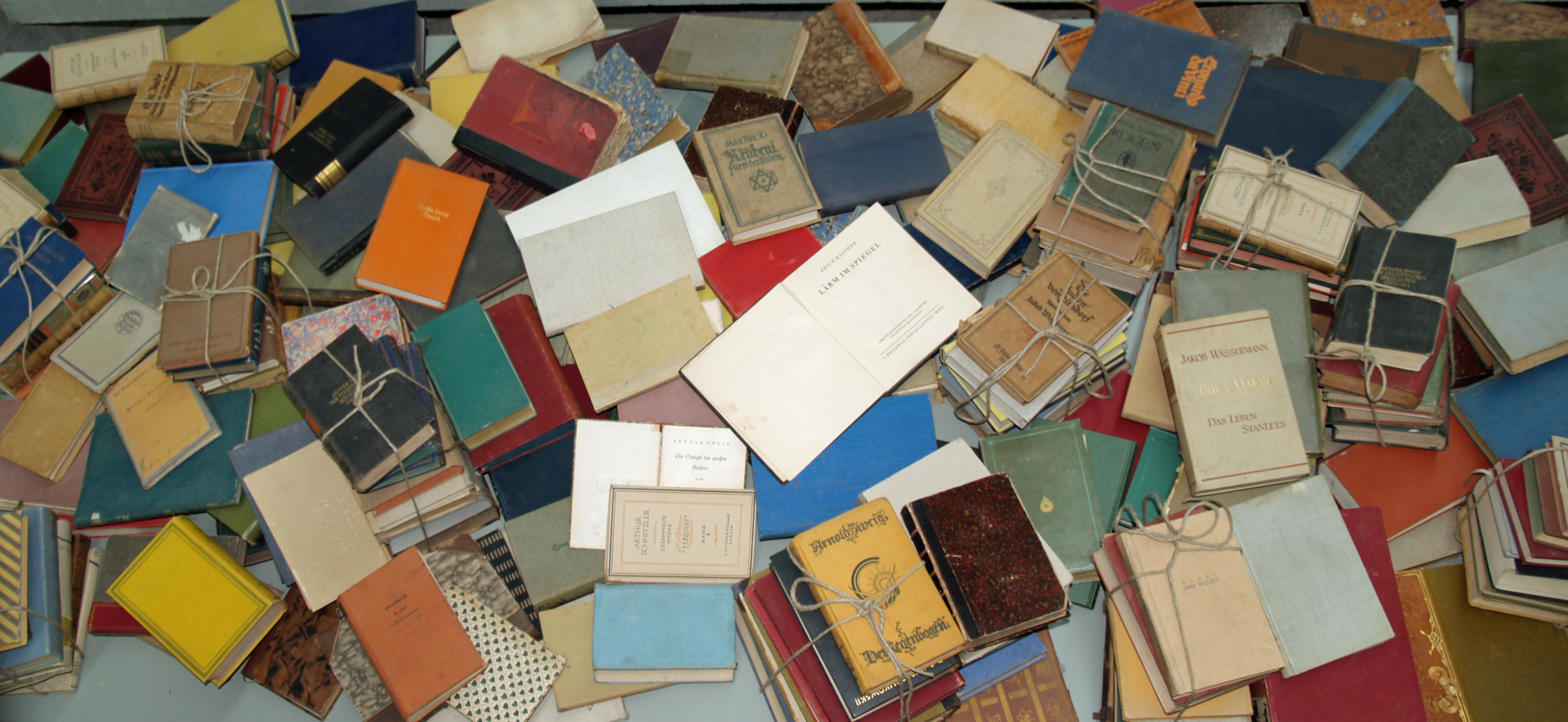
Примеры сжигавшихся нацистами книг в экспозиции израильского мемориала Яд ва-Шем

4. Наш самый опасный враг — еврей, и тот, кто зависим от него.

5. Еврей может думать только по-еврейски. Когда он пишет по-немецки, то он лжёт. Немец, пишущий по-немецки, но думающий не по-немецки, есть изменник! Студент, говорящий и пишущий не по-немецки, сверх того бездумен и будет неверен своему предназначению.

6. Мы хотим искоренить ложь, мы хотим заклеймить предательство, мы желаем студентам не легкомысленности, а дисциплины и политического воспитания.

7. Мы хотим считать евреев иностранцами, и мы хотим овладеть народным духом.

Оригинальный текст (нем.)4. Unser gefährlichster Widersacher ist der Jude, und der, der ihm hörig ist.

5. Der Jude kann nur jüdisch denken. Schreibt er deutsch, dann lügt er. Der Deutsche, der deutsch schreibt, aber undeutsch denkt, ist ein Verräter! Der Student, der undeutsch 
spricht und schreibt, ist außerdem gedankenlos und wird seiner Aufgabe untreu.

6. Wir wollen die Lüge ausmerzen, wir wollen den Verrat brandmarken, wir wollen für den Studenten nicht Stätten der Gedankenlosigkeit, sondern der Zucht und der politischen Erziehung.

7. Wir wollen den Juden als Fremdling achten, und wir wollen das Volkstum ernst nehmen.

#### Изъятие книг
Второй этап «Просветительской кампании» стартовал 26 апреля 1933 года. сбором «подрывной литературы». Каждый студент должен был прежде всего очистить собственную библиотеку и библиотеки знакомых и членов семьи от «вредных» книг, затем обыскивались библиотеки университетов и институтов. Публичные библиотеки и книжные магазины также подвергались зачистке от запрещённой литературы. Члены Гитлерюгенда и Национал-социалистического студенческого союза распространяли от имени Комитета борьбы против негерманского духа требования к студентам изымать отмеченные в прилагавшемся «чёрном списке» книги, а затем передать их представителям комитета для последующего публичного сожжения.

### Сожжение книг
В качестве символического акта устрашения, 10 мая 1933 года студенты сожгли более 25 000 томов «негерманских» книг, что стало началом эпохи государственной цензуры и контроля над культурой. Ночью 10 мая в большинстве университетских городов, включая Берлин, Бонн и Мюнхен, националистически настроенные студенты приняли участие в факельных шествиях «против негерманского духа». Подготовленный сценарий акций включал выступления высокопоставленных функционеров нацистской партии, ректоров и профессоров университетов, студенческих лидеров. В местах проведения акции, студенты бросали изъятые и нежелательные книги в костры в ходе торжественной и радостной церемонии, под музыку оркестров, пение, «клятвы на огне» и речёвки. В Берлине около 40 тысяч человек собралось на площади Опернплац (с 1947 — Бебельплац). Заранее подготовленный лидерами Студенческого союза Герхардом Крюгером (нем. Gerhard Krüger) и Карлом Гансом Лейстрицем сценарий предполагал произнесение специальных «огненных речёвок» (нем. Feuersprüche):

1. Против классовой борьбы и материализма! За народность и идеалистическое мировоззрение. Я предаю огню писания Маркса и Каутского.
2. Долой декадентство и моральное разложение! Упорядоченному государству — порядочную семью! Я предаю огню сочинения Генриха Манна, Эрнста Глезера и Эриха Кестнера.
3. Возвысим голос против уклонистов и политических предателей, отдадим все силы народу и государству! Я предаю огню сочинения Фридриха Вильгельма Фёрстера.
4. Нет растлевающей душу половой распущенности! Да здравствует благородство человеческой души! Я предаю огню сочинения Зигмунда Фрейда.
5. Нет фальсификации отечественной истории и очернительству великих имён, будем свято чтить наше прошлое! Я предаю огню сочинения Эмиля Людвига и Вернера Хегемана.
6. Нет — антинародной журналистике демократически-еврейского пошиба в годы национального восстановления! Я предаю огню сочинения  Теодора Вольфа и Георга Бернгарда.
7. Нет — писакам, предающим героев мировой войны. Да здравствует воспитание молодёжи в духе подлинного историзма! Я предаю огню сочинения Эриха Марии Ремарка.
8. Нет засорению и уродованию родного немецкого языка. Крепите заботу о языке — величайшем сокровище нашего народа. Пожри, огонь, сочинения Альфреда Керра.
9. Нет — наглости и самоуверенности. Да — уважению и почтительности к немецкому народному духу. Пусть пламя поглотит сочинения Тухольского и Осецкого.

Оригинальный текст (нем.)
1. Rufer: Gegen Klassenkampf und Materialismus, für Volksgemeinschaft und idealistische Lebenshaltung!
Ich übergebe der Flamme die Schriften von Marx und Kautsky.
2. Rufer: Gegen Dekadenz und moralischen Zerfall! Für Zucht und Sitte in Familie und Staat!
Ich übergebe der Flamme die Schriften von Heinrich Mann, Ernst Glaeser und Erich Kästner.
3. Rufer: Gegen Gesinnungslumperei und politischen Verrat, für Hingabe an Volk und Staat!
 Ich übergebe der Flamme die Schriften von Friedrich Wilhelm Foerster.
4. Rufer: Gegen seelenzerfasernde Überschätzung des Trieblebens, für den Adel der menschlichen Seele!
 Ich übergebe der Flamme die Schriften von Sigmund Freud.
5. Rufer: Gegen Verfälschung unserer Geschichte und Herabwürdigung ihrer großen Gestalten, für Ehrfurcht vor unserer Vergangenheit!
 Ich übergebe der Flamme die Schriften von Emil Ludwig und Werner Hegemann.
6. Rufer: Gegen volksfremden Journalismus demokratisch-jüdischer Prägung, für verantwortungsbewusste Mitarbeit am Werk des nationalen Aufbaus!
 Ich übergebe der Flamme die Schriften von Theodor Wolff und Georg Bernhard.
7. Rufer: Gegen literarischen Verrat am Soldaten des Weltkriegs, für Erziehung des Volkes im Geist der Wehrhaftigkeit!
 Ich übergebe der Flamme die Schriften von Erich Maria Remarque.
8. Rufer: Gegen dünkelhafte Verhunzung der deutschen Sprache, für Pflege des kostbarsten Gutes unseres Volkes!
 Ich übergebe der Flamme die Schriften von Alfred Kerr.
9. Rufer: Gegen Frechheit und Anmaßung, für Achtung und Ehrfurcht vor dem unsterblichen deutschen Volksgeist!
 Verschlinge, Flamme, auch die Schriften von Tucholsky und Ossietzky!

Не все сожжения книг состоялись в запланированный Студенческим союзом день 10 мая: некоторые были отложены на несколько дней из-за дождя; другие, по решению местных отделений Союза, были перенесены на традиционный праздничный день летнего солнцестояния 21 июня. Так или иначе, в 34 университетских городах по всей Германии «Акция против негерманского духа» прошла успешно и была освещена множеством газетных публикаций. В некоторых местах, включая Берлин, радиостанции проводили живую трансляцию речей, песен и речёвок множеству немецких слушателей.

## Свидетельства современников
Эрих Кестнер — из 15 упомянутых в «огненных речовках» писателей только он стал свидетелем сожжения собственных книг — написал затем: 

Я стоял возле университета, зажатый со всех сторон студентами, цветом нации, одетыми в форму штурмовых отрядов, смотрел, как огонь лижет обложки наших книг, и слушал сальные тирады этого мелкотравчатого лжеца. Похоронный ветер дул над городомОригинальный текст (нем.)Ich stand vor der Universität, eingekeilt zwischen Studenten in SA-Uniform, den Blüten der Nation, sah unsere Bücher in die zuckenden Flammen fliegen und hörte die schmalzigen Tiraden des kleinen abgefeimten Lügners. Begräbniswetter hing über der Stadt.
Оскар Мария Граф, возмущённый тем, что не все его книги подлежали сожжению, а некоторые даже попали в список рекомендованной нацистами «народной» (Völkische) литературы, обратился к властям с открытым письмом «Сожгите меня!»: 

Я не заслужил такого бесчестия!… Всей своей жизнью и всеми своими сочинениями я приобрёл право требовать, чтобы мои книги были преданы чистому пламени костра, а не попали в кровавые руки и испорченные мозги коричневой банды убийц.
Оригинальный текст (нем.)...Womit habe ich diese Schmach verdient?... Nach meinem ganzen Leben und nach meinem ganzen Schreiben habe ich das Recht, zu verlangen, dass meine Bücher der reinen Flamme des Scheiterhaufens überantwortet werden und nicht in die blutigen Hände und die verdorbenen Hirne der braunen Mordbande gelangen.

Под впечатлением письма О. М. Графа, Бертольт Брехт написал стихотворение «Сожжение книг»:

После приказа властей о публичном сожжении

Книг вредного содержания,

Когда повсеместно понукали волов, тащивших

Телеги с книгами на костёр,

Один гонимый автор, один из самых лучших,

Штудируя список сожжённых, внезапно

Ужаснулся, обнаружив, что его книги

Забыты. Он поспешил к письменному столу,

Окрылённый гневом, и написал письмо власть имущим.

"Сожгите меня! — писало его крылатое перо. —

Сожгите меня!

Не пропускайте меня! Не делайте этого! Разве я

Не писал в своих книгах только правду? А вы

Обращаетесь со мной как со лжецом.

Я приказываю вам:

«Сожгите меня!»Оригинальный текст (нем.)
Die Bücherverbrennung

Als das Regime befahl, Bücher mit schädlichem Wissen 

Öffentlich zu verbrennen, und allenthalben 

Ochsen gezwungen wurden, Karren mit Büchern 

Zu den Scheiterhaufen zu ziehen, entdeckte 

Ein verjagter Dichter, einer der besten, die Liste der 

Verbrannten studierend, entsetzt, daß seine 

Bücher vergessen waren. Er eilte zum Schreibtisch 

Zornbeflügelt, und schrieb einen Brief an die Machthaber. 

Verbrennt mich! schrieb er mit fliegender Feder, verbrennt mich! 

Tut mir das nicht an! Laßt mich nicht übrig! Habe ich nicht 

Immer die Wahrheit berichtet in meinen Büchern? Und jetzt 

Werd ich von euch wie ein Lügner behandelt! Ich befehle euch, Verbrennt mich!

— Перевод Б. Слуцкого
Немецкий литературный критик Марсель Райх-Раницкий вспоминает, что происходившее не воспринималось обществом всерьёз:

Это выглядело странно. Как несерьёзное событие. Никто не воспринимал происходившее всерьёз, в том числе и те, кто это делал. Мне казалось это сумасшествием, что книги лучших немецких писателей просто так сжигаются. Тогда было ещё непонятно, что всё это лишь пролог, увертюра.

Печально то, что тогдашняя немецкая интеллигенция, хотя и с явным изумлением, но без возмущения просто приняла всё это к сведению.

## Память о событиях

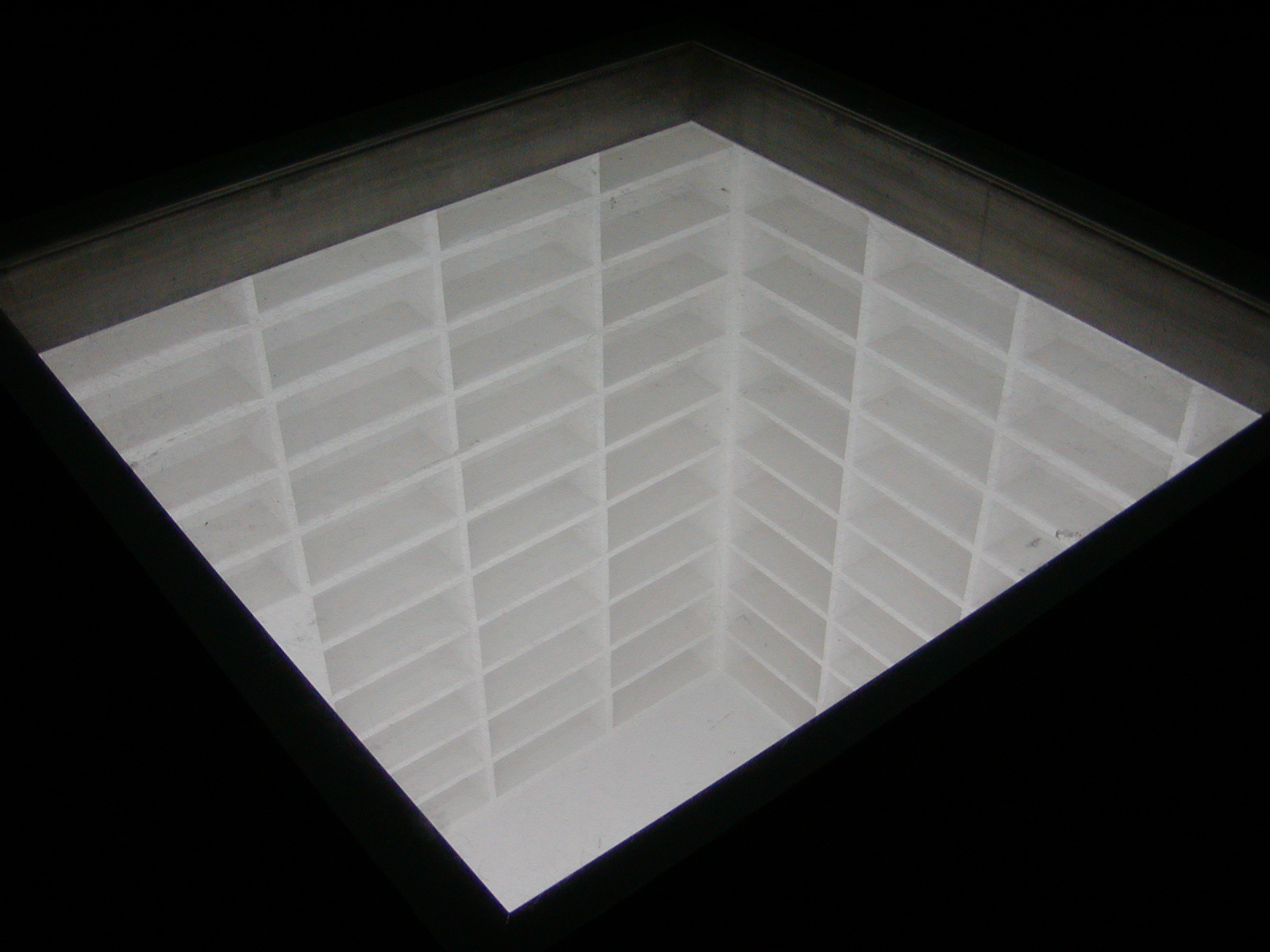
«Утонувшая библиотека» — памятник сожжённым книгам на Бебельплац

С 1947 года 10 мая отмечается в Германии как День книги (нем. Tag des Buches).
В 1995 году на берлинской площади Бебельплац был установлен памятник сожжённым книгам работы израильского архитектора и скульптора Михи Ульманна. Памятник представляет собой пустые книжные полки, установленные ниже уровня мостовой и закрытые сверху стеклом. Табличка рядом с памятником гласит: «На этой площади 10 мая 1933 г. студенты-нацисты жгли книги»; там же приведена цитата из трагедии Генриха Гейне «Альмансор»:

Это была лишь прелюдия, там, где сжигают книги, впоследствии сжигают и людей.
Оригинальный текст (нем.)Das war ein Vorspiel nur, dort wo man Bücher

Verbrennt, verbrennt man auch am Ende Menschen.